# Erich Kux

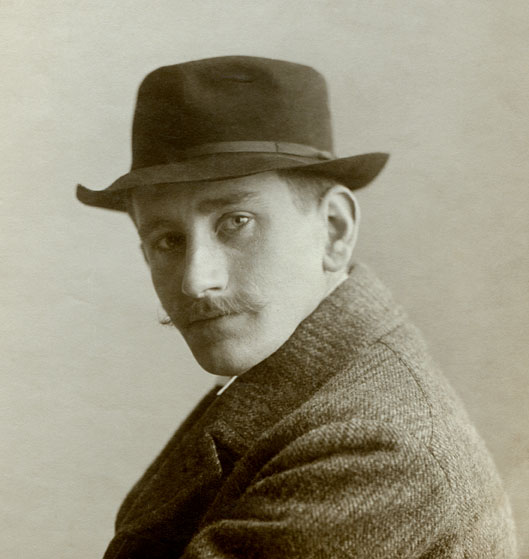
Erich Kux (etwa 1910)

Erich Kux (* 7. Februar 1882 in Quedlinburg; † 3. August 1977 in Lentföhrden bei Kiel) war ein deutscher Architektur-, Landschafts- und Porträtmaler, sowie Illustrator und Karikaturist.

## Leben
Nach Abschluss einer kaufmännischen Lehre nahm er 1904 ein Studium an der Kunstschule Kassel bei Schick auf, das er 1906 mit dem Examen zum Zeichenlehrer abschloss, um bis 1910 an der Berliner Akademie der Künste bei Anton von Werner und bei dem Schlachten- und Historienmaler Georg Koch weiterzustudieren, sowie 1907 nebenher in der Unterrichtsanstalt des Kunstgewerbemuseums Berlin bei Emil Orlik. Neben seinem Studium wirkte er als Zeichenlehrer am Lettehaus (Lette-Verein) am Victoria-Louisen-Platz und gab Zeichenstunden an der Städtischen photographischen Fachschule. Tätigkeiten, mit denen er sich zunächst auch nach dem Ende seines Studiums seinen Lebensunterhalt verdiente.
Erich Kux war ab 1910 freier Maler, Grafiker, aber auch Illustrator für verschiedene Berliner Buchverlage und Zeitungen, wie für die Westermann Monatshefte, Kladderadatsch, Die Jugend. Er unternahm zahlreiche Studienreisen nach Mittel- und Süddeutschland, wo er malend die Architektur und Landschaft erkundete. In den 1920er Jahren widmete er sich vor allem der Freilichtmalerei. Der Einfluss von Édouard Manet und Claude Monet wurde in seiner Malerei deutlich spürbar. Als Portraitmaler erhielt er eine Reihe von Aufträgen.
Seit 1919 war er Mitglied im Verein Berliner Künstler. Hier konnte Kux seine Arbeiten in Ausstellungen zeigen. Durch Kriegseinwirkungen ist 1943 ein Großteil seines Werkes in den Räumen des Vereins Berliner Künstler vernichtet worden.
1943 kehrte er nach Quedlinburg zurück und setzte dort seine Arbeit fort. Ende der fünfziger Jahre siedelte er nach Hamburg über, fand hier eine neue Heimat und vor allem eine Vielzahl von Architektur- und Landschaftsmotiven, die er in zahlreichen Bildern festhielt. Auch Süddeutschland wurde immer wieder das Ziel für seine Arbeit.
1971 erhielt er den zum ersten Mal vergebenen Künstlerpreis Silber-Möve vom Kulturamt der Freien und Hansestadt Hamburg überreicht, ausgelobt vom Hamburger Abendblatt.
Kux malte bis ins hohe Alter und starb hochbetagt im Alter von 95 Jahren in Lentföhrden bei Kiel.

## Werke (Auswahl)
Kux stelle seine Bilder in der Akademie der Künste und in der großen Berliner Kunstausstellung aus. Sein Gemälde Düsiger Tag war beispielsweise in der Großen Berliner Kunstausstellung von 1923 zu sehen. Als Illustrator fertigte er Bilder für einige Bücher.
- Bernhard Jolles: Das neue Sagenbuch: Sammlung der schönsten u. merkwürdigsten dt. Sagen u. Legenden. Mit Illustrationen von N. Brodsky, Erich Kux, Oscar Theuer u. a. R. Mosse, Berlin 1922, OCLC 838467983.
- Annemarie von Bila: Frau Schnabelbeck dampft ins Grüne! Eine vergnügte ländl. Erzählg von allerlei Liebe, verschiedenen Tieren u. einigen Philistern. Moninger, Karlsruhe 1940, OCLC 72054044 (8 Textabbildungen von Erich Kux).